# Чёртово городище (Козельск)
Чёртово городи́ще  — урочище на берегу реки Чертовская недалеко от города Козельск в Калужской области. Находится на территории национального парка Угра. Основной достопримечательностью урочища является холм с выходами на поверхность скал песчаника, нехарактерных для средней полосы России. Помимо этого тут произрастают реликтовые растения — мох схистостега и папоротник-многоножка.

## История
Проведённые раскопки показали, что уже в III—V веках на этом месте существовало укреплённое поселение мощинской культуры. На Чёртовом городище найдены лучевые серьги (височные кольца).

Описание достопримечательности дано в книге иеромонаха Леонида «История церкви в пределах нынешней Калужской губернии»: 
Недалеко от древнего Ржавца в глуши леса, называемого Аржавским же (составляет часть древней Лихвинской Засеки) есть замечательное место — это развалины какой-то исторической постройки, на которую потреблены камни огромной величины, взятые, по-видимому, издалека, ибо вблизи каменных ломок не имеется. Здание было занесено на большое пространство и выложено до половины окон; вокруг на значительном расстоянии лежат такие же большие камни, а часть их разбросана в одном направлении, по пути к зданию с поля. О древности этой постройки свидетельствуют вековые деревья, растущие внутри её и давно поросшие мхом стены. Народное воображение населяет это таинственное место духами, называя его Чертово городище.
Далее в книге «для любопытства» приводится записанная от местного крестьянина легенда о чёрте, влюблённом в крестьянскую дочь.
Другое поверье связано с так называемым «Чёртовым колодцем». Он представляет собой валун с отверстием в форме пятигранной чаши. Согласно поверью, в чаше всегда есть вода: даже если в знойное лето вычерпать оттуда всю воду, за ночь она всё равно соберётся. Некоторые люди пытаются этой водой лечиться.
На мысовой, северо-западной части городища находится камень с многочисленными углублениями (его называют «Чёртовы пальцы»). Археологами О. Л. Прошкиным и А. С. Фроловым он зафиксирован условно как культовый и отнесён к группе чашечных.

## Проезд
Автобусом до Калуги или поездом (направление Сухиничи—Тула или Сухиничи—Горбачёво) до Козельска; оттуда до города Сосенский; после — пешком с проводником.
На машине — доехать до Козельска, потом ехать по автодороге «Козельск-Сосенский», ехать прямо до города Сосенский. В Сосенском — первое круговое движение проехать прямо, на втором повернуть направо. Проехать отдельно стоящее предприятие, дорога идёт направо, у указателя «Шахта № 1» повернуть налево.
Дальше проехать первый поворот, на втором малозаметном повернуть направо. Дальше дорога пошла влево. Ещё 3 км, и вы на месте.